# Frank Touko Nzola
Frank Lionel Touko Nzola (* 12. Juni 1990 in Yaoundé) ist ein kamerunischer Fußballspieler.

## Karriere
Frank Touko Nzola stand bis 2010 beim Duhok SC unter Vertrag. Wo er vorher gespielt hat, ist unbekannt. Der Verein aus Dohuk, der Hauptstadt des Gouvernements Dahuk in der Autonomen Region Kurdistan im Irak, spielte in der ersten Liga, der Iraqi Premier League. 2011 wechselte er nach Thailand zum Marines Eureka FC. Der Verein aus Rayong spielte in der dritten Liga, der damaligen Regional League Division 2. 2011 trat der Verein in der Bangkok Region an, von 2012 bis 2015 in der Central/Eastern Region sowie 2016 in der Eastern Region. Nach der Ligareform 2017 spielte der Verein ab 2017 in der vierten Liga, der Thai League 4. Hier trat der Klub ebenfalls in der Eastern Region an. Ende 2017 wurde er mit den Marines Vizemeister und stieg anschließend din die dritte Liga auf. Hier wurde man der Upper Region zugeteilt. 2019 wechselte er zum Banbueng Phuket City FC. Der Verein spielte ebenfalls in der dritten Liga. Nonthaburi United S.Boonmeerit FC, ein Drittligist aus der thailändischen Hauptstadt Bangkok, verpflichtete ihn Anfang 2020. Hier stand er bis Ende Dezember 2020 unter Vertrag. Ende Dezember 2020 unterschrieb er einen Vertrag beim Zweitligisten Ranong United FC in Ranong. Sein Debüt in der Thai League 2 gab er am 27. Dezember 2020 im Auswärtsspiel beim Nongbua Pitchaya FC. Für Ranong bestritt er 45 Ligaspiele. Nach der Saison 2021/22 wurde sein Vertrag nicht verlängert. Im August 2022 unterschrieb er einen Vertrag beim Drittligisten Chamchuri United FC. Mit dem Bangkoker Verein spielte er 25-mal in der Bangkok Metropolitan Region der Liga. Zu Beginn der Saison 2023/24 wechselte er im Sommer 2023 zu dem in der Southern Region spielenden Pattani FC. Für den Verein aus Pattani bestritt er 19 Ligaspiele. Nach einer Saison wechselte er im Sommer 2024 in die Eastern Region. Hier schloss er sich in Sattahip dem Fleet FC an.

## Erfolge
Marines Eureka FC
- Thai League 4 – East: 2017 (Vizemeister)  ▲